# Râul Zeifăn
Râul Zeifăn este un afluent al râului Homorod. 

## Hărți
- Harta Județului Brașov